# کمینترن
کُمینتِرن (Comintern) (کوتاه شدهٔ انترناسیونال کمونیست Communist International) یا انترناسیونال سوم، اتحادیه احزاب کمونیست جهان از سال ۱۹۱۹ تا سال ۱۹۴۳ بود. انترناسیونال کمونیستی یا انترناسیونال سوم که به کمینترن نیز معروف است از احزاب انقلابی سوسیالیستی تشکیل شد و از سال ۱۹۱۹ تا سال ۱۹۴۳ به فعالیت خود که نقطهٔ تحول و چرخشی در تاریخ جنبش کارگری ایجاد نمود ادامه داد.

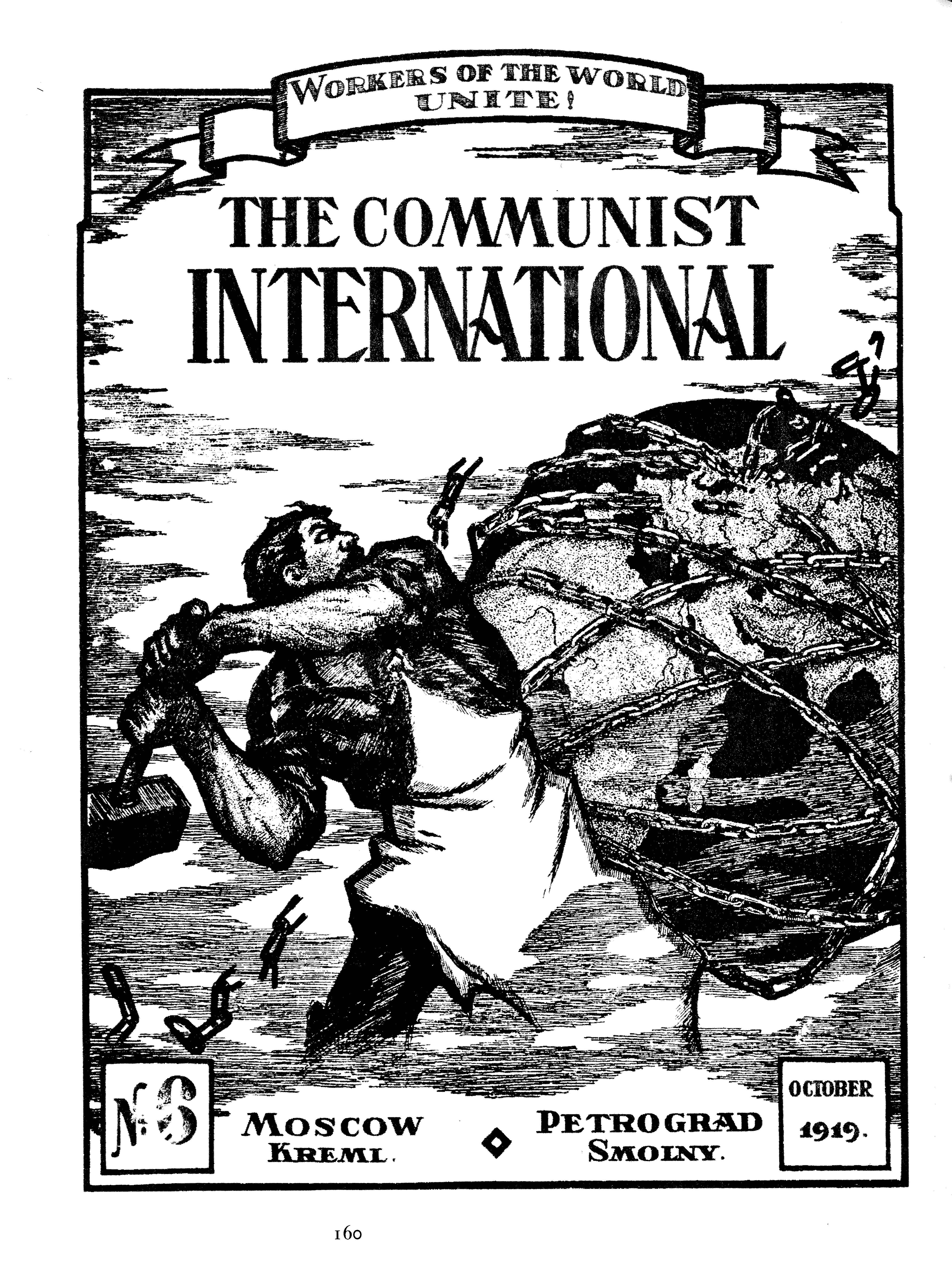
انترناسیونال کمونیستی از ۱۹۱۹ تا ۱۹۴۳، مجله‌ای تئوریک به زبان‌های مختلف اروپایی منتشر می‌کرد.

انترناسیونال کمونیستی سازمان انقلابی بین‌المللی و مرکز رهبری جنبش جهانی طبقهٔ کارگر بود. نخستین کنگره آن در ماه مارس سال ۱۹۱۹ با شرکت احزاب و گروه‌های کمونیستی ۳۰ کشور جهان تشکیل شد و برای اولین بار در آن احزاب انقلابی کشورهای شرقی و آسیایی نیز شرکت جستند. قبل از آن جلسه مشاوره‌ای به رهبری لنین در ماه ژانویه همان سال با شرکت ۸ حزب تشکیل شده بود و همه احزاب و سازمان‌های کمونیستی و سوسیالیستی را به شرکت در کنگره انترناسیونال کمونیستی دعوت کرده بود. کنگره در پیام خود به پرولتاریای سراسر جهان طبقه کارگر را به مبارزه جدی و بدست گرفتن قدرت حکومتی فرا خواند.
نهضت انقلابی مارکسیستی بسرعت در اروپا و آسیا و آمریکا ریشه دوانید و وسعت یافت. احزاب جدید کمونیست در بسیاری از کشورها تأسیس یافت. دراین مرحله نهضت کارگری را هم جریان میانه‌رو که تهدید می‌کرد و هم بیماری چپ روی و سکتاریسم که در احزاب جوان و بدون تجربه زمینه پیدا کرده بود. کنگره دوم انترناسیونال کمونیستی در سال ۱۹۲۰ با شرکت ۴۱ حزب تشکیل شد و نقش مهمی در مبارزه علیه باصطلاح چپ روها که با شرکت کمونیست‌ها در پارلمان و در سندیکاهای تحت رهبری و فرمیست‌ها مخالفت کرده و درعمل وسایل مختلف مبارزه انقلابی حزب کمونیست را از وی می‌گرفتند ایفا نمود.
انتشار کتاب معروف لنین بیماری کودکانه چپ روی در کمونیست در آماده کردن این کنگره و موفقیت آن نقش درجه اول را داشت. کنگره پیرامون نقش دهقانان و خلق‌های کشورهای مستعمره و اسیر، روش کمونیست‌ها را روشن کرد. در زمان تشکیل کنگره هفتم کمینترن که توجه خاص به مبارزه علیه فاشیسم نمود در جهان ۷۶ حزب کمونیست وجود داشت که فقط ۲۲ حزب از آن علنی بودند و بقیه ۵۴ حزب در شرایط غیر علنی فعالیت می‌کردند.
پس از شروع جنگ دوم جهانی تمام احزاب کمونیست فعالیت عظیمی را علیه فاشیسم سازمان داده و در کشورهای اشغال‌شده نهضت‌های نیرومند مقاومت را رهبری نمودند. در این زمان وظایف احزاب کمونیست بیش از پیش پیچیده و شرایط پیکار گوناگون و متفاوت گشت. احزاب کمونیست رشد و تحکیم یافته بودند و مبارزه زحمتکشان کشور خود را رهبری می‌کردند. در این شرایط باقی‌ماندن یک مرکز واحد رهبری با رشد نهضت کمونیستی مغایر بود و دخالت‌های سازمانی در امور سایر احزاب نتایج منفی و مضری به بار می‌آورد. در سال ۱۹۴۳ استالین به نشانه دوستی با متحدان غربی‌اش در نبرد با آلمان نازی کمینترن را منحل کرد. این تصمیم به تصویب اکثریت مطلق احزاب کمونیست نیز رسید.